# IGA Tennis Classic 1994
IGA Tennis Classic 1994 — жіночий тенісний турнір, що проходив на закритих кортах з твердим покриттям у The Greens Country Club в Оклахома-Сіті (США). Належав до турнірів 3-ї категорії в рамках Туру WTA 1994. Відбувсь удев'яте й тривав з 14 до 20 лютого 1994 року. Несіяна Мередіт Макґрат здобула титул в одиночному розряді й отримала 27 тис. доларів США.

## Фінальна частина

### Одиночний розряд
Мередіт Макґрат —  Бренда Шульц 7–6(8–6), 7–6(7–4)
- Для Макґрат це був 1-й турнір в одиночному розряді за кар'єру.

### Парний розряд
Патті Фендік /  Мередіт Макґрат —  Катріна Адамс /  Манон Боллеграф 7–6(7–3), 6–2
- Для Фендік це був 2-й титул за сезон і 25-й — за кар'єру. Для Макґрат це був 3-й титул за сезон і 12-й — за кар'єру.